# Olivier Guyotjeannin
Olivier Guyotjeannin, né le 13 mars 1959 à Suresnes (Seine), est un enseignant-chercheur, historien et archiviste français.
Archiviste paléographe, il est directeur d'études à l’École nationale des chartes, où il enseigne l’histoire des institutions, la diplomatique et l'archivistique médiévales depuis 1988, après avoir exercé comme conservateur du patrimoine aux Archives de Saint-Pierre-et-Miquelon et aux Archives nationales françaises.

## Biographie

### Formation
Olivier Guyotjeannin est admis premier sur dix-huit à l'École nationale des chartes à l'issue du concours d'entrée de 1977. Il y obtient le diplôme d'archiviste paléographe en 1981 après avoir soutenu une thèse d'établissement intitulée La seigneurie des évêques de Beauvais et de Noyon (Xe siècle-début du XIIIe siècle). Major de sa promotion, il reçoit le prix Auguste Molinier « destiné à récompenser la meilleure thèse ».

### Carrière professionnelle
Olivier Guyotjeannin commence sa carrière de conservateur d'archives par un séjour de quatorze mois à Saint-Pierre-et-Miquelon, pendant lesquels il réorganise les archives de cet archipel qui est alors un département d'outre-mer depuis 1976. Il publie en 1986 un livre sur cette première expérience professionnelle,.
Il est ensuite membre de l’École française de Rome de 1983 à 1986. De retour en France, il est nommé à Paris aux Archives nationales où il participe à la conception et l'organisation du leur centre d'accueil et de recherche (CARAN).
En 1988, il est élu à la chaire d’histoire des institutions, diplomatique et archivistique du Moyen Âge à l’École des chartes, où il succède à Robert-Henri Bautier.
De 1995 à 2005, il dirige la revue scientifique Bibliothèque de l'École des chartes.
Le 25 août 2010, il est élu président de la Commission internationale de diplomatique.

## Publications

### Ouvrages
- Saint-Pierre-et-Miquelon, Paris, L’Harmattan, 1986, 139 p..
- Episcopus et comes : affirmation et déclin de la seigneurie épiscopale au nord du royaume de France (Beauvais-Noyon, Xe siècle-début XIIIe siècle), Genève, Droz, coll. « Mémoire et documents de l’École des chartes » (no LXXV), 1987, 314 p. (ISBN 978-2600045339).
- Salimbene de Adam : Un chroniqueur franciscain, Turnhout, Brepols, coll. « Témoins de Notre Histoire » (no 5), 1995, 344 p. (ISBN 978-2-503-56363-3, DOI 10.1484/M.TH-EB.5.106398).

### Manuels
- Archives de l'Occident : Tome 1. Le Moyen Age (Ve – XVe siècle), Paris, Fayard, 1992, 800 p. (ISBN 9782213029917).
- Avec Jacques  Pycke et Benoît-Michel Tock, Diplomatique médiévale, Turnhout, Brepols, coll. « L’Atelier du médiéviste, 2 », 1993 (réimpr. 1995, 454 p. et 2006, 486 p.), 442 p. (ISBN 978-2-503-52351-4).
- Les Sources de l'histoire médiévale, Paris, LGF, coll. « Livre de Poche », 1998, 383 p. (ISBN 978-2253905516).
- Avec Françoise Vielliard, Conseils pour l’édition des textes médiévaux : Fasc 1. Conseils généraux, Paris, coll. « Orientations et méthodes », 2001, 175 p. (ISBN 978-2735508174).
- Conseils pour l’édition des textes médiévaux : Fasc 2. Actes et documents d’archives, Paris, coll. « Orientations et méthodes », 2001, 265 p. (ISBN 978-2735506996).

## Distinctions

### Prix
- Prix Auguste Molinier « destiné à récompenser la meilleure thèse » d'établissement de l'École nationale des chartes (1981)[2].
- Première médaille du concours des antiquités de la France de l'Académie des inscriptions et belles-lettres pour l'ouvrage Episcopus et comes. Affirmation et déclin de la seigneurie épiscopale au nord du royaume de France (Beuvais-Noyon, XXe siècle—début du XIIIe siècle) (1988)[7].

### Décorations
- Chevalier de la Légion d'honneur en 2019[8].
- Chevalier de l'ordre des Arts et des Lettres en 1988[9].